# Erquelinnesia
Erquelinnesia Dollo, 1887 è un genere di tartarughe marine vissuto tra il Cretacico superiore (Maastrichtiano, circa 70,6 milioni di anni fa) e Paleocene inferiore (Daniano (circa 61,7 milioni di anni fa), i cui resti fossili sono stati ritrovati in Europa e (forse) in Sudamerica.

## Descrizione
Questo animale era molto simile alle attuali tartarughe marine. Era dotato di un cranio molto largo e di una sinfisi della mandibola molto allungata. Era presente inoltre un palato secondario eccezionalmente lungo. La forma generale del cranio era triangolare; l'aspetto massiccio e le varie specializzazioni delle fauci lo rendevano ideale per frantumare i gusci di animali come i molluschi. Il corpo era dotato, come tutte le tartarughe marine, di un carapace ridotto, anche se non completamente come nell'attuale tartaruga liuto (Dermochelys coriacea). 

## Tassonomia
I primi fossili di Erquelinnesia vennero trovati in strati del Paleocene superiore/Eocene inferiore del Belgio (Hainaut) e vennero descritti dal paleontologo Louis Dollo con il nome di Pachyrhynchus gosseleti nel 1886. Il nome generico, però, era già stato utilizzato in precedenza e lo stesso studioso, l'anno successivo, coniò quindi il nome Erquelinnesia gosseleti. Oltre a questa specie sono state attribuite altre forme al genere, ad esempio la nordamericana E. molaria (nota solo per una mandibola), ma successivamente sono state ascritte ad altri generi (ad es. Euclastes). 

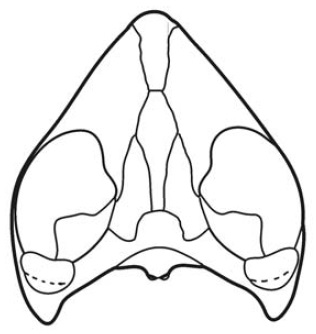
Ricostruzione del cranio di Erquelinnesia gosseleti

Nel 2010 è stata ascritta a questo genere un'altra specie proveniente dal Paleocene dell'Argentina (Erquelinnesia meridionalis), precedentemente ascritta a un genere a sé stante (Pampaemys) e poi inclusa nel genere Euclastes. 
Erquelinnesia sembrerebbe essere stata parte di una radiazione evolutiva di tartarughe marine che svilupparono un cranio adatto a frantumare gusci (durofagia), sopravvissuta almeno fino al Miocene (genere Pacifichelys).